# Róvnaia
Róvnaia (en rus: Ровная) és un poble de l'óblast de Kurgan, a Rússia, que el 2017 tenia 473 habitants. Pertany al districte de Ketovo.